# هسته (فیلم)
هسته (انگلیسی: The Core) فیلمی در ژانر اکشن و علمی–تخیلی به کارگردانی جان امیل است که در سال ۲۰۰۳ منتشر شد.

## داستان
به دلایلی ناشناخته، هستهٔ مرکزی کرهٔ زمین از چرخش باز ایستاده است. گروهی از بزرگ‌ترین دانشمندان دنیا به کمک سفینه ای زیرزمینی به مرکز زمین می روند تا با منفجر کردن بمبی اتمی، دوباره هسته را فعال کنند و دنیا را از نابودی حتمی نجات دهند...

## بازیگران
- آرون اکهارت
- هیلاری سوانک
- استنلی توچی
- دلروی لیندو
- دی‌جی کوالز
- ریچارد جنکینز
- چکی کاریو
- بروس گرینوود
- الفری وودارد
- گلن مورشور
- رخا شارما
- شاون گرین
- مت وینستون
- ونا بانتا